# Bent Ånund Ramsfjell
Bent Ånund Ramsfjell (* 30. November 1967 in Oslo) ist ein norwegischer Curler und Olympiasieger.
1989 nahm Ramsfjell an den Juniorenweltmeisterschaften teil, konnte sich jedoch nicht für das Halbfinale qualifizieren und belegte den fünften Platz. Im selben Jahr gewann er bei den Curling-Europameisterschaften in Engelberg die Silbermedaille. 
An den Weltmeisterschaften von 1997, 1999, 2000, 2004 und 2005 nahm Ramsfjell teil, ging aber leer aus. An der Weltmeisterschaft 2001 in Lausanne gewann er die Bronzemedaille. Ein Jahr später, bei den Olympischen Winterspielen 2002 in Salt Lake City, schlug die norwegische Mannschaft im Finale die favorisierten Kanadier mit Skip Kevin Martin und Ramsfjell wurde Olympiasieger.
Es folgten ein zweiter Platz an der WM 2002 in Bismarck, ein dritter Platz an der WM 2003 in Winnipeg und ein dritter Platz an der Europameisterschaft 2004 in Sofia. An der EM 2005 in Garmisch-Partenkirchen bezwangen die Norweger im Finale die schwedische Mannschaft mit Skip Peter Lindholm und Ramsfjell wurde Europameister.
2006 nahm Ramsfjell an den Olympischen Winterspielen 2006 in Turin teil. Die Mannschaft belegte den fünften Platz.